# Dermestes serraticornis
Dermestes serraticornis là một loài bọ cánh cứng trong họ Dermestidae. Loài này được Thunberg miêu tả khoa học năm 1787.